# كونستانتين برانكوشي
كونستانتين برانكوشي (بالفرنسية: Constantin Brâncuși)‏ 19( فبراير, 1876 – 16 مارس, 1957) هو فنان ونحات روماني توفي في باريس.

## روابط خارجية
- pulaنتين برانكوشي على موقع IMDb (الإنجليزية)
- pulaنتين برانكوشي على موقع الموسوعة البريطانية (الإنجليزية)
- pulaنتين برانكوشي على موقع مونزينجر (الألمانية)
- pulaنتين برانكوشي على موقع ميوزك برينز (الإنجليزية)
- pulaنتين برانكوشي على موقع إن إن دي بي (الإنجليزية)